# Ioan Ardelean
Ioan Ardelean este un fost senator român în legislatura 1996-2000 ales în județul Alba pe listele partidului PUNR. În cadrul activității sale parlamentare, Ioan Ardelean a fost membru în grupurile parlamentare de prietenie cu Republica Panama, Republica Chile și Statele Unite Mexicane. Ioan Ardelean a inițiat 4 propuneri legislative din care 2 au fost promulgate lege.

## Legaturi externe
- Ioan Ardelean Arhivat în 23 august 2016, la Wayback Machine. la cdep.ro